# Jean de Hocsem
Jean de Hocsem o Jan van Hocsem, latinizzato Johannes Hocsemius (1278 – 1348) è stato uno storico fiammingo.

## Biografia
Canonico della cattedrale di Saint Lambert, Liegi. È autore dell'opera Gesta episcoporum Leodiensium, parlante della storia dei vescovi di Liegi dal 1247 al 1347, il cui manoscritto originale si trova nella biblioteca reale del Belgio a Bruxelles. Quest'opera è una delle principali fonti della storia della guerra della mucca.
Un secondo manoscritto si trova nella biblioteca dell'Abbazia di Averbode. Inoltre, fece un'edizione critica della cronaca di Godefroid Kurth pubblicata nel 1927 sotto il titolo La chronique de Jean de Hocsem.